# Adolph Zukor

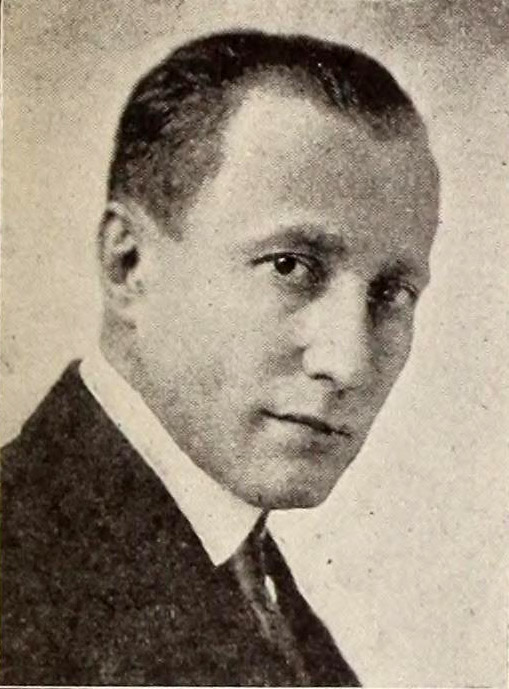
Adolph Zukor (1921)

Adolph Zukor (Ricse, 7 januari 1873 — Los Angeles, 10 juni 1976) was een Amerikaans filmproducent, zakenman en oprichter van Paramount Pictures. Hij was van Hongaarse afkomst.
Zukor emigreerde in 1889 naar Amerika en ging in 1903 de filmindustrie in. In 1912 richtte hij de filmstudio Famous Players op, wat uiteindelijk Paramount Pictures zou worden. Hij was hier jarenlang de belangrijkste figuur en was betrokken bij vrijwel elke film die door de studio werd uitgebracht.
Zukor overleed in 1976 op 103-jarige leeftijd.